# Wremja i Steklo
Wremja i Steklo (russisch Время и Стекло, deutsch Die Zeit und das Glas, ein Wortspiel mit „время истекло“ Die Zeit ist rum) war eine ukrainische Popmusikgruppe.

## Geschichte
2010 gründete Potap gemeinsam mit Irina Gorowa unter Teilnahme von Alexey Zavgorodniy (bekannt unter dem Pseudonym Positiv) ein neues Projekt.
Nach einem Online- und einem Vollzeit-Casting in Kiew wurde Nadija Dorofjejewa, Preisträgerin des Festivals der Schwarzmeer-Spiele, neues Mitglied.
Am 11. März 2020 veröffentlichte die Gruppe ein Video auf YouTube, in dem sie ihre Auflösung bekannt gaben.  In dem Zusammenhang wurde auch eine finale Tour angekündigt, welche am 11. September in Kiew im „Palast Ukraine“ beendet wurde.
Das Video für das Lied Имя 505 erzielte mehr als 270 Millionen Aufrufe auf YouTube.

## Diskografie

### Alben
- 2014: Время и Стекло (Wremja i Steklo)[4]
- 2019: VISLOVO[5]

### Kompilationen
- 2017: Обратный отсчёт[6]

### EPs
- 2015: Глубокий Дом (Glubokiy Dom)

### Singles (Auswahl)
| - 2010: Так выпала Карта - 2011: Любви Точка Нет, - 2011: Серебряное море - 2011: Кафель - 2012: Гармошка (Englische Version Harmonica) - 2012: Слеза - 2013: #кАроче - 2013: Потанцуй со мной - 2014: Забери - 2015: Имя 505 - 2015: Песня 404 - 2015: Опасно 220 - 2015: Ритм 122 | - 2016: Навернопотомучтоx - 2017: На Стиле - 2017: тролль - 2018: ТОП - 2018: Е,Бой - 2018: Песня про лицо - 2018: Промінь (mit Michelle Andrade & Mozgi) - 2019: Дим - 2019: Balensiaga - 2019: Vislovo - 2019: Лох - 2020: Набсегда/Никогда - 2020: Last Dance |